# Haza del Campillo
Haza del Campillo es un barrio perteneciente al distrito Bailén-Miraflores de la ciudad andaluza de Málaga, España. Según la delimitación oficial del ayuntamiento, limita al norte con el barrio de Camino de Suárez; al este, con el barrio de La Trinidad; al oeste con Suárez y Gamarra, barrio este último, con el que también limita por el sur.
Se trata de un barrio en su mayor parte realizado en una sola actuación, con una tipología de viviendas unifamiliares adosadas y patios mancomunados de vistas. Fue edificado por el Instituto de Vivienda en 1944.

## Transportes
En autobús queda conectado mediante las siguientes líneas de la EMT: 
| Línea | Trayecto                      | Recorrido | Frecuencia    |
| ----- | ----------------------------- | --------- | ------------- |
| C1    | Circular 1                    | Recorrido | 12 minutos    |
| C2    | Circular 2                    | Recorrido | 11-12 minutos |
| 15    | La Virreina - Santa Paula     | Recorrido | 11-12 minutos |
| N2    | Plaza de la Marina - Circular | Recorrido | 50-55 minutos |